# Área censal de Wade Hampton
El área censal de Wade Hampton (en inglés: Wade Hampton Census Area) fundado en 1913 es una de las 11 áreas censales del estado estadounidense de Alaska. En el censo del año 2000, el área censal tenía una población de 7,028 habitantes y una densidad poblacional de 0 persona por km². El área por ser parte del borough no organizado no posee sede de borough, mientras que la ciudad más grande es Hooper Bay ubicada en la costa del Mar de Bering.

## Geografía
Según la Oficina del Censo, el área censal tiene un área total de 50 943 km² (19 669,1 mi²), de la cual 44 531 km² (17 193,4 mi²) es tierra y 6412 km² (2475,7 mi²) (12.59%) es agua.

### Áreas censales adyacentes
- Área censal de Nome (oeste/norte)
- Área censal de Yukon-Koyukuk (este)
- Área censal de Bethel (sur)

## Demografía
Según el censo de 2000, había 7,028 personas, 1,602 hogares y 1,296 familias residiendo en la localidad. La densidad de población era de 0 hab./km². Había 2,063 viviendas con una densidad media de 0 viviendas/km². El 4.74% de los habitantes eran blancos, el 0.06% afroamericanos, el 92.53% amerindios, el 0.10% asiáticos, el 0.03% isleños del Pacífico, el 0.03% de otras razas y el 2.52% pertenecía a dos o más razas. El 0.33% de la población eran hispanos o latinos de cualquier raza.

## Localidades
- Alakanuk
- Chevak
- Chuloonawick
- Emmonak
- Hooper Bay
- Kotlik
- Marshall
- Mountain Village
- Nunam Iqua (antes conocido como Sheldon Point)
- Ohogamiut
- Pilot Station
- Pitkas Point
- Russian Mission
- Scammon Bay
- St. Mary's